# Campionati africani di atletica leggera 2014 - Staffetta 4×400 metri maschile
La staffetta 4×400 metri maschile ai Campionati africani di atletica leggera di Marrakech 2014 si è svolta il 14 agosto 2014 allo Stade de Marrakech in Marocco.

## Podio
| Oro     | Botswana Pako Seribe Nijel Amos Leaname Maotoanong Isaac Makwala |
| Argento | Nigeria Noah Akwu Robert Simmons Miles Ukaoma Amaechi Morton     |
| Bronzo  | Kenya Mark Mutai Solomon Buoga Nicholas Bett Boniface Mucheru    |

## Programma
| Data           | Ora | Turno  |
| -------------- | --- | ------ |
| 14 agosto 2014 |     | Finale |

## Risultati

### Finale
| Class   | Nazione  | Atleti                                                                      | Tempo   | Note             |
| ------- | -------- | --------------------------------------------------------------------------- | ------- | ---------------- |
| Oro     | Botswana | Pako Seribe, Nijel Amos, Leaname Maotoanong, Isaac Makwala                  | 3'01"89 | Record nazionale |
| Argento | Nigeria  | Noah Akwu, Robert Simmons, Miles Ukaoma, Amaechi Morton                     | 3'03"09 |                  |
| Bronzo  | Kenya    | Mark Mutai, Solomon Buoga, Nicholas Bett, Boniface Mucheru                  | 3'07"35 |                  |
| 4       | Algeria  | Miloud Laradj, Youcef Tahinkat, Skander Djamil Athmani, Soufiane Bouhadda   | 3'10"04 |                  |
| 5       | Etiopia  | Gebra Galcha, Abduljebar Hussen, Fikiru Abu, Haji Turie                     | 3'11"27 |                  |
| 6       | Marocco  | Mustapha Ghizlane, Younés Belkaifa, Abdelhadi Messaoudi, Soufiane Messaoudi | 3'12"10 |                  |
|         | Ghana    |                                                                             | dns     |                  |